# لوك روسين
لوك روسين مواليد 17 سبتمبر 1964 ، هو دراج بلجيكي سابق. امتدت مسيرته الاحترافية من سنة 1986 إلى 1997.

## سباقات أو مراحل فاز بها
- طواف سويسرا

## روابط خارجية
- لوك روسين على موقع أرشيف الدراجات (الإنجليزية)
- لوك روسين على موقع إحصائيات الدراجات الإحترافية (الإنجليزية)
- لوك روسين على موقع CycleBase (الإنجليزية)